# Görjeträsket
Görjeträsket är en sjö i Älvsbyns kommun i Norrbotten och ingår i Piteälvens huvudavrinningsområde. Sjön har en area på 0,174 kvadratkilometer och ligger 204,2 meter över havet.

## Delavrinningsområde
Görjeträsket ingår i det delavrinningsområde (730748-170773) som SMHI kallar för Utloppet av Görjeträsket. Medelhöjden är 247 meter över havet och ytan är 3,91 kvadratkilometer. Det finns inga avrinningsområden uppströms utan avrinningsområdet är högsta punkten. Vattendraget som avvattnar avrinningsområdet har biflödesordning 3, vilket innebär att vattnet flödar genom totalt 3 vattendrag innan det når havet efter 93 kilometer. Avrinningsområdet består mestadels av skog (66 procent) och sankmarker (26 procent). Avrinningsområdet har 0,17 kvadratkilometer vattenytor vilket ger det en sjöprocent på 4,4 procent.